# Кривовербський ключ
Кривовербський ключ (волость) - група населених пунктів у складі Ломазької губернії. На чолі стояв ключовий економ. По даних коморника Людвіка Кройца, мав в 1765 році 153 волоки.
Стан на 1783 рік:  

## села
- Вихалів
- Замолодичі
- Кривоверба
- Кропивки
- Коденець
- Мостиська
- Пахоли

## фольварки
- Задуб'я
- Голя